# Ameiva anomala
Ameiva anomala är en ödleart som beskrevs av  Echternacht 1977. Ameiva anomala ingår i släktet Ameiva och familjen tejuödlor. Inga underarter finns listade i Catalogue of Life.